# Вкус солнечного света
«Вкус солнечного света» (англ. Sunshine, венг. A napfény íze, нем. Sunshine — Ein Hauch von Sonnenschein) — историческая драма 1999 года сценариста и режиссёра Иштвана Сабо.
Фильм описывает роль и судьбу евреев в венгерской политике и истории XX века, а также конфликты, связанные с еврейской идентичностью в Венгрии после Холокоста.

## Сюжет
В фильме изображена судьба четырёх поколений еврейской семьи Зонненшайн. Прадед, Эммануэль, после гибели своего отца переезжает в город, где в конце концов становится владельцем винного завода благодаря семейному рецепту настойки «Вкус солнечного света» (игра слов: Зонненшайн — «солнечный свет» на идиш). Его сын Игнац, ставший юристом, ради карьеры изменил фамилию на Шорш (с венг. — «судьба»). Его сын Адам ради карьеры сменил веру отцов и крестился; стал олимпийским чемпионом по фехтованию в 1936 году, но погиб в концлагере (многие детали его биографии напоминают жизнь венгерских спортсменов еврейского происхождения Аттилы Печауэра и Эндре Кабоша).
Иван, сын погибшего чемпиона, идёт служить в органы госбезопасности, чтобы отомстить активистам хортистского режима за смерть отца (его старший коллега Андор Кнорр во многом напоминает реальную личность, министра внутренних дел Венгрии Ласло Райка). По иронии судьбы, Иван обвиняет подследственных в том же, в чём чувствует виновным себя: в том, что те не противодействовали злу из трусости. Кнорр убеждает Ивана Шорша, что сделка с совестью в данном случае необходима для пользы дела. Одновременно Иван заводит роман с Кароль — замужней женщиной, к тому же майором госбезопасности и женой влиятельного чиновника, что весьма беспокоит Кнорра. Однако вскоре он уже сам допрашивает Кнорра, так как «наверху» начали кампанию борьбы против сионизма, а генерал — его начальник — раздражённо заявляет, что «из концлагерей вернулось больше евреев, чем туда отправили». Иван, тем не менее, отказывается поверить в виновность Кнорра, и его карьера в госбезопасности оказывается под угрозой. Переломным моментом для героя становится перезахоронение реабилитированного Кнорра, когда он произносит пламенную речь с обвинением режима, сразу после которой увольняется из госбезопасности, а вскоре — участвует в Венгерском восстании 1956 года. Отбыв заключение, герой пытается найти путь к себе и в конце концов решает возвратить себе исконную фамилию Зонненшайн.

## В ролях
- Рэйф Файнс — Игнац Зонненшайн / Адам Шорш / Иван Шорш
- Розмари Харрис — Валери Шорш
- Рэйчел Вайс — Грета
- Дженнифер Эль — Валери Зонненшайн
- Дебора Кара Ангер — Карола Ковач, майор
- Молли Паркер — Ханна Уиплер
- Джеймс Фрейн — Густав Зонненшайн
- Давид де Кейзер — Эммануэль Зонненшайн
- Флора Кадар — Хаклевa / женa Хакля (Hacklné/Mrs. Hackl)
- Билл Патерсон — министр юстиции
- Фредерик Тревес  — император
- Андраш Штоль — красногвардеец

## Призы и номинации
Премия Европейской киноакадемии:
- Лучшая мужская роль (Рэйф Файнс, победа)
- Лучший фильм (номинация)
- Лучшая работа сценариста (Иштван Сабо, Израэль Хоровиц, победа)

Джини:
- Премия «Джини» за лучшую мужскую роль (Рэйф Файнс, номинация)
- Премия «Джини» за лучшую женскую роль (Дженнифер Эль, номинация)
- Премия «Джини» за лучшую женскую роль (Розмари Харрис, номинация)
- Премия «Джини» за лучшую работу художника-постановщика (Аттила Ф. Ковач, номинация)
- Премия «Джини» за лучший дизайн костюмов (Гиоргий Сакач, номинация)
- Премия «Джини» за лучший звук (Питер Келли, Даниель Пелерен, Глен Готье, Кейт Эллиот, победа)
- Премия «Джини» за лучший монтаж звука (Энди Малкольм, Джэйн Таттерсолл, Дэвид МакКаллум, Дина Итон, Фред Бреннан, победа)
- Премия «Джини» за лучший фильм (победа)

Золотой глобус:
- Премия «Золотой глобус» за лучший фильм — драма (номинация)
- Премия «Золотой глобус» за лучшую режиссёрскую работу (Иштван Сабо, номинация)
- Премия «Золотой глобус» за лучшую музыку к фильму (Морис Жарр, номинация)

Спутник:
- Лучшая женская роль (Дженнифер Эль, победа)
- Лучшая женская роль (Розмари Харрис, победа)

Актёр Рэйф Файнс играет представителей трёх поколений семьи Зонненшайн: Игнаца, Адама и Ивана